# Toby (futebolista)
Dorival Mateus da Costa, também conhecido por Toby (Uraí, 18 de fevereiro de 1962 — Curitiba, 3 de novembro de 2015), foi um futebolista brasileiro. 
Inicialmente conhecido como Da Costa, foi apelidado de Toby pela semelhança com o herói do romance Negras Raízes.

## Carreira
Trabalhou como boia-fria até os 14 anos. Começou no Palmeirinha de Uraí e em 1978 foi para as categorias de base do Coritiba, no infanto-juvenil. Sua estreia como profissional ocorreu no jogo União Bandeirante x Coritiba, no estádio Serafim Meneghel, em 4 de julho de 1979, escalado por Ênio Andrade. No mesmo ano, em que já havia ganho a Taça Paraná de juvenil, foi Campeão Paranaense. Se fixou no profissional em 1980, se firmando no ano seguinte.
O meia chegou a jogar por empréstimo no Cruzeiro e no Operário Ferroviário (PR), onde fez 11 gols em 1983, retornando ao clube de origem em 1985, quando foi Campeão Brasileiro. Despediu-se do Coxa na cidade de Santo Antônio da Platina, no Norte do Paraná, em um amistoso disputado contra a Platinense. Fez 128 jogos oficiais pelo Coritiba.
No ano seguinte ao título, passaria a atuar pelo Bangu, comprado por 700 milhões de cruzeiros. Ficou no clube por três anos e meio e conquistou a Taça Rio de 87 após bater o Vasco na decisão.
Em 1990, foi para o Vitória, onde foi bi-campeão baiano (1990 e 1991). 
Ainda passou pelo Iraty Sport Club, onde foi campeão da segunda divisão paranaense, em 1993.
Encerrou a carreira no Sinop Futebol Clube de Mato Grosso em 1996.
Lançou, em 2009, o livro “Coritiba, Campeão Brasileiro de 1985, na visão do campeão Toby".
Morreu na madrugada do dia 3 de novembro de 2015, aos 53 anos, vítima de infarto fulminante.

## Títulos
Coritiba
- Campeonato Paranaense: 1979
- Campeonato Brasileiro: 1985

Bangu
- Taça Rio: 1987

EC Vitória
- Campeonato Baiano: 1990 e 1991

Iraty
- Campeonato Paranaense - Segunda Divisão: 1993